# Бе сир Об
Бе сир Об (фр. Bay-sur-Aube) насеље је и општина у североисточној Француској у региону Шампањ-Арден, у департману Горња Марна која припада префектури Лангр.
По подацима из 2011. године у општини је живело 52 становника, а густина насељености је износила 5,33 становника/km². Општина се простире на површини од 9,75 km². Налази се на средњој надморској висини од 320 метара.

## Демографија
| 1962. | 1968. | 1975. | 1982. | 1990. | 1999. | 2011. |
| ----- | ----- | ----- | ----- | ----- | ----- | ----- |
| 117   | 119   | 72    | 66    | 55    | 54    | 52    |

График промене броја становника у току последњих година